# Vänskapsspelen

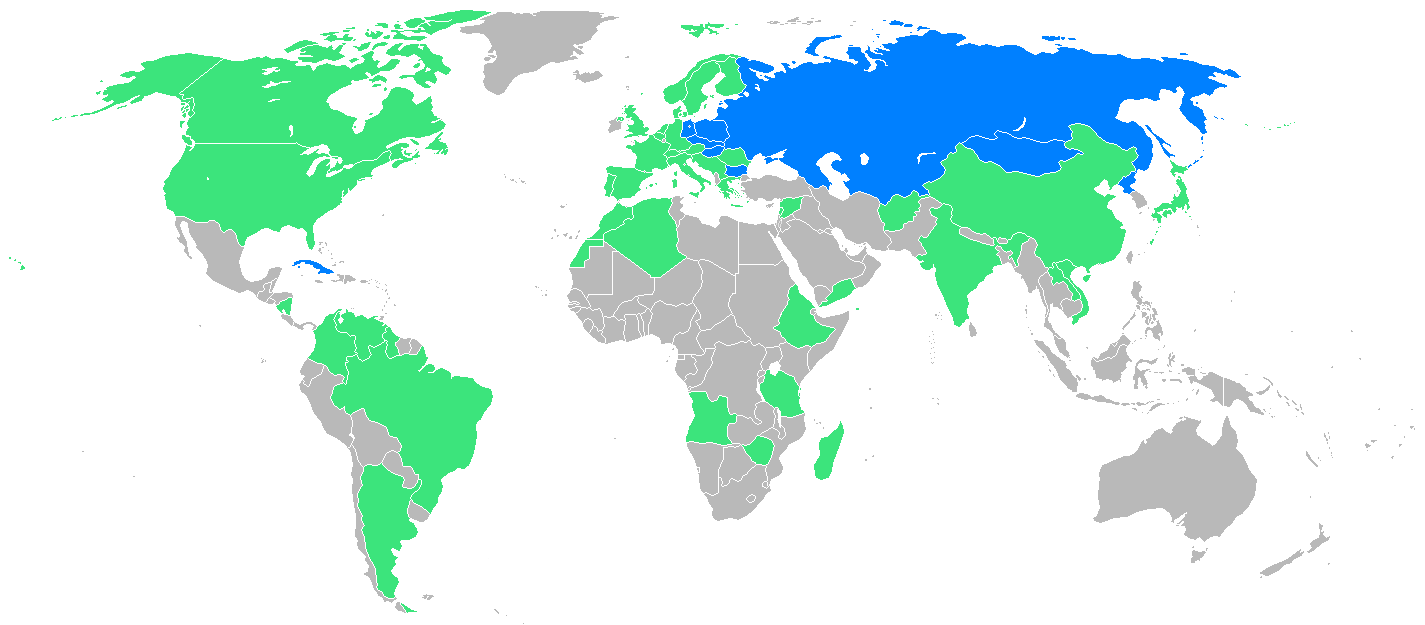
Värdnationer i blå färg, övriga deltagande nationer i grön färg

Vänskapsspelen (ryska: Дружба-84, Druzjba-84) var ett internationellt sportevenemang som hölls mellan 2 juli och 16 september 1984 i Sovjetunionen och åtta andra socialistiska stater som bojkottade olympiska sommarspelen i Los Angeles.
Fastän man förnekade att tävlingarna var en motpol till olympiska spelen för att undvika konflikter med IOK, kallades spelen även för  Östblockets "alternativa olympiska spel". Cirka 50 länder deltog. Bojkottande stater skickade sina toppidrottare, medan andra ofta skickade resevlag som misslyckats med att kvalificera sig för olympiska sommarspelen i Los Angeles det året.

## Platser
| Tävling                                                       | Startdatum        | Avslutningsdatum  | Arena                                                                       | Ort                           | Land            |
| ------------------------------------------------------------- | ----------------- | ----------------- | --------------------------------------------------------------------------- | ----------------------------- | --------------- |
| Bågskytte                                                     | 23 augusti 1984   | 26 augusti 1984   |                                                                             | Plzeň                         | Tjeckoslovakien |
| Friidrott herrtävlingar                                       | 17 augusti 1984   | 18 augusti 1984   | Luzjnikistadion                                                             | Moskva                        | Sovjetunionen   |
| Friidrott damtävlingar                                        | 16 augusti 1984   | 18 augusti 1984   | Evžen Rošický-stadion                                                       | Prag                          | Tjeckoslovakien |
| Basket                                                        | 22 augusti 1984   | 30 augusti 1984   | CSKA-sportpalatset och Dynamo-sportpalatset                                 | Moskva                        | Sovjetunionen   |
| Boxning                                                       | 18 augusti 1984   | 24 augusti 1984   | Ciudad Deportiva                                                            | Havanna                       | Kuba            |
| Kanotsport                                                    | 21 juli 1984      | 22 juli 1984      |                                                                             | Grünau, Östberlin             | Östtyskland     |
| Cykling landsväg                                              | 23 augusti 1984   | 26 augusti 1984   | Schleizer Dreieck                                                           | Schleiz och Forst             | Östtyskland     |
| Cykling (bancykling)                                          | 18 augusti 1984   | 22 augusti 1984   | Fackföreningarnas velodrom vid olympiska sportscentret                      | Moskva                        | Sovjetunionen   |
| Simhopp                                                       | 16 augusti 1984   | 19 augusti 1984   |                                                                             | Budapest                      | Ungern          |
| Ridsport                                                      | 6 augusti 1984    | 26 augusti 1984   | Książ ladskapspark och modern femkamp och Lubusz sportklubbs ridsportcenter | Drzonków, Sopot och Wałbrzych | Polen           |
| Fäktning                                                      | 15 juli 1984      | 21 juli 1984      | Budapest Sportcsarnok                                                       | Budapest                      | Ungern          |
| Landhockey herrturneringen                                    | 18 augusti 1984   | 26 augusti 1984   | Lilla Dynamostadion                                                         | Moskva                        | Sovjetunionen   |
| Landhockey damturneringen                                     | 28 augusti 1984   | 30 augusti 1984   |                                                                             | Poznań                        | Polen           |
| Gymnastik artistisk gymnastik                                 | 20 augusti 1984   | 26 augusti 1984   |                                                                             | Olomouc                       | Tjeckoslovakien |
| Gymnastik Rytmisk gymnastik                                   | 17 augusti 1984   | 19 augusti 1984   | Wintersportpalatset                                                         | Sofia                         | Bulgarien       |
| Handboll herrturneringen                                      | 17 juli 1984      | 21 juli 1984      |                                                                             | Rostock och Magdeburg         | Östtyskland     |
| Handboll damturneringen                                       | 21 augusti 1984   | 26 augusti 1984   |                                                                             | Trenčín                       | Tjeckoslovakien |
| Judo                                                          | 24 augusti 1984   | 26 augusti 1984   | Militära teknikuniversitetets sporthall                                     | Warszawa                      | Polen           |
| Modern femkamp                                                | 5 september 1984  | 9 september 1984  |                                                                             | Warszawa                      | Polen           |
| Rodd                                                          | 24 augusti 1984   | 26 augusti 1984   | konstgjord sjö                                                              | Moskva                        | Sovjetunionen   |
| Segling 470, Finnjolle                                        | 20 augusti 1984   | 25 augusti 1984   | Balatonsjön                                                                 | Balatonsjön                   | Ungern          |
| Segling Flying Dutchmen, Soling, Starbåt, Tornado, Windglider | 19 augusti 1984   | 26 augusti 1984   | Pirita yachtingcentrum                                                      | Tallinn                       | Sovjetunionen   |
| Skytte                                                        | 19 augusti 1984   | 25 augusti 1984   | Dynamoskjutbanan                                                            | Moskva                        | Sovjetunionen   |
| Simning                                                       | 19 augusti 1984   | 25 augusti 1984   | Olimpiskij                                                                  | Moskva                        | Sovjetunionen   |
| Bordtennis                                                    | 2 juli 1984       | 10 juli 1984      |                                                                             | Pyongyang                     | Nordkorea       |
| Tennis                                                        | 20 augusti 1984   | 26 augusti 1984   | Baildon Katowice-banorna                                                    | Katowice                      | Polen           |
| Volleyboll herrturneringen                                    | 18 augusti 1984   | 26 augusti 1984   | Ciudad Deportiva                                                            | Havanna                       | Kuba            |
| Volleyboll damturneringen                                     | 8 juli 1984       | 15 juli 1984      |                                                                             | Varna                         | Bulgarien       |
| Vattenpolo                                                    | 19 augusti 1984   | 26 augusti 1984   | Ciudad Deportiva                                                            | Havanna                       | Kuba            |
| Tyngdlyftning                                                 | 12 september 1984 | 16 september 1984 | Kultur- och sportpalatset                                                   | Varna                         | Bulgarien       |
| Brottning fristil                                             | 20 augusti 1984   | 22 augusti 1984   | Vintersportpalatset                                                         | Sofia                         | Bulgarien       |
| Brottning grekisk-romersk stil                                | 13 juli 1984      | 15 juli 1984      | Budapest Sportcsarnok                                                       | Budapest                      | Ungern          |
| Brottning sambo                                               | 1 september 1984  | 2 september 1984  |                                                                             | Ulan Bator                    | Mongoliet       |

## Deltagande nationer
- Afghanistan
- Algeriet
- Angola
- Argentina
- Österrike
- Belgien
- Brasilien
- Bulgarien
- Kanada
- Kina
- Colombia
- Kuba
- Tjeckoslovakien

| - Danmark - Östtyskland - Etiopien - Finland - Frankrike - Storbritannien - Grekland - Guyana - Ungern - Indien - Italien - Japan - Laos | - Libanon - Madagaskar - Mongoliet - Marocko - Nederländerna - Nicaragua - Nordkorea - Norge - Polen - Portugal - Rumänien - Sydjemen - Sovjetunionen | - Spanien - Sverige - Schweiz - Syrien - Tanzania - USA - Venezuela - Vietnam - Västtyskland - Jugoslavien - Zimbabwe |

## Medaljligan
Tabellen baseras påböckerna Na olimpijskim szlaku 1984 och Gwiazdy sportu '84 och omfattar inte sambobrottning.
| Pl.   | Nation          | Guld | Silver | Brons | Totalt |
| ----- | --------------- | ---- | ------ | ----- | ------ |
| 1     | Sovjetunionen   | 126  | 87     | 69    | 282    |
| 2     | Östtyskland     | 50   | 45     | 43    | 138    |
| 3     | Bulgarien       | 21   | 25     | 29    | 75     |
| 4     | Kuba            | 15   | 11     | 12    | 38     |
| 5     | Ungern          | 10   | 17     | 24    | 51     |
| 6     | Polen           | 7    | 17     | 34    | 58     |
| 7     | Nordkorea       | 5    | 5      | 10    | 20     |
| 8     | Tjeckoslovakien | 2    | 18     | 28    | 48     |
| 9     | Kina            | 2    | 1      | 4     | 7      |
| 10    | Etiopien        | 1    | 2      | 2     | 5      |
| 11    | Västtyskland    | 1    | 1      | 1     | 3      |
| 12    | Italien         | 1    | 1      | 0     | 2      |
| 13    | Japan           | 1    | 0      | 0     | 1      |
| 14    | Mongoliet       | 0    | 2      | 5     | 7      |
| 15    | Kanada          | 0    | 1      | 0     | 1      |
| 16    | Venezuela       | 0    | 0      | 2     | 2      |
| 17    | Finland         | 0    | 0      | 1     | 1      |
| 17    | Sverige         | 0    | 0      | 1     | 1      |
| 17    | Zimbabwe        | 0    | 0      | 1     | 1      |
| Total | Total           | 242  | 233    | 266   | 741    |

### Fotnoter
1. 1 2  ”Eastern-bloc athletes exceed 10 golden efforts”. The Miami News. 17 augusti 1984. http://news.google.com/newspapers?id=3ZImAAAAIBAJ&sjid=bAEGAAAAIBAJ&pg=987,707190.[död länk]
2. 1 2  ”Friendship Games show what might have been at LA”. The Sydney Morning Herald. 28 augusti 1984. http://news.google.com/newspapers?id=hpoRAAAAIBAJ&sjid=QOgDAAAAIBAJ&pg=4553,6903778.
3. ↑  Eaton, William (19 augusti 1984). ”Peace dominating message at Friendship Games opening”. The Daily Courier. http://news.google.com/newspapers?id=hPEKAAAAIBAJ&sjid=708DAAAAIBAJ&pg=2742,3591862.
4. ↑  ”Eastern Bloc calls for alternative Olympics”. Lodi News-Sentinel. 25 maj 1984. http://news.google.com/newspapers?id=trAzAAAAIBAJ&sjid=QzIHAAAAIBAJ&pg=2707,2998548.
5. ↑  ”Soviet officials shy from comparing Olympic, Friendship games”. Ottawa Citizen. 24 augusti 1984. http://news.google.com/newspapers?id=jMkyAAAAIBAJ&sjid=XO8FAAAAIBAJ&pg=5432,2027294.
6. ↑  ”Will Turner televise Soviet bloc games?”. Eugene Register-Guard. 7 juli 1984. http://news.google.com/newspapers?id=csUUAAAAIBAJ&sjid=j-EDAAAAIBAJ&pg=5224,1434756.